# ロバート・ローウィ
ロバート・ハリー・ローウィー（Robert Henry(Harry) Lowie, 1883年6月12日 - 1957年9月21日）は、オーストリア出身のアメリカ合衆国人類学者。現代人類学理論の発展に尽力した、アメリカ・インディアンの専門家である。

## 経歴
ウィーンでユダヤ人の家系に生まれ、1893年にアメリカ合衆国へ移住する。1901年にニューヨーク市立大学シティカレッジ(文学士号)卒業。そして、1908年にはコロンビア大学（博士号）修了。
1909年に、ニューヨークのアメリカ自然史博物館で、キュレーター助手となる。インディアンの文化調査のための遠征隊を組織した。
クロウ族の民族誌・言語の研究が高く評価されている他、色彩名称の研究が知られている。1948年トーマス・ハックスリー記念賞受賞。

## 著作
- Societies of the Arikara Indians, (1914)
- Dances and Societies of the Plains Shoshones, (1915)
- Notes on the social Organization and Customs of the Mandan, Hidatsa and Crow Indians, (1917)
- Culture and Ethnology, (1917)
- Plains Indian Age Societies, (1917)
- Myths and Traditions of the Crow Indians, (1918)
- The Matrilineal Complex, (1919)
- Primitive Society, (1919)

『原始社会』、河村只雄訳、第一出版社, 1939
- The religion of the Crow Indian, (1922)
- The Material Culture of the Crow Indians, (1922)
- Crow Indian Art, (1922)
- Psychology and Anthropology of Races, (1923)
- The origin of the state, Harcourt, 1927.

『国家の起源』、古賀英三郎訳、法政大学出版局, 1973
『国家の起源』、青山道夫訳、社会思想社, 1974